# Hans Scheele
Hans Scheele   (Kirchwerder, 18 de desembre de 1908 - Bujničy, 23 de juliol de 1941) fou un atleta alemany, especialista en 400 metres tanques, que va competir durant la dècada de 1930.
El 1934, al Campionat d'Europa d'atletisme de Torí, guanyà dues medalles d'or: en els 400 metres tanques i els relleus 4x400 metres. Dos anys més tard, als Jocs Olímpics de Berlín, quedà eliminat en sèries de la cursa de 400 metres tanques del programa d'atletisme.
Morí al camp de batalla durant la Segona Guerra Mundial.

## Millors marques
- 400 metres tanques. 53.2" (1934)[1][3]